# Castelnuovo (Asís)
Castelnuovo es una fracción del municipio de Asís (provincia de Perugia). Situado al pie del monte Subasio (a 195 m s. n. m.), Castelnuovo dista sólo 8 kilómetros de la ciudad de Asís y cuenta con 754 habitantes (datos ISTAT 2001), que hacen de ella una de las fracciones más pobladas del territorio.